# Manuel Fumic
Manuel Fumic (nascido em 30 de março de 1982) é um ciclista alemão, especialista em competições de montanha. Irmão mais novo de Lado Fumic, também ciclista.
Nos Jogos Olímpicos de Atenas 2004, terminou em oitavo lugar no cross-country. Quatro anos depois, em Pequim, terminou em décimo primeiro competindo na mesma prova. Nos Jogos Olímpicos de Londres 2012, competiu na prova de cross-country, em Hadleigh Farm, ficando com a sétima colocação.